# Alchemilla pseudominor
Alchemilla pseudominor é uma espécie de rosácea do gênero Alchemilla, pertencente à família Rosaceae.